# Diomede Carafa
Diomede Carafa, auch Diomedes Caraffa, (* 7. Januar 1492 in Ariano Irpino, Italien; † 12. August 1560 in Rom) war ein Kardinal und römisch-katholischer Bischof von Ariano.

## Leben

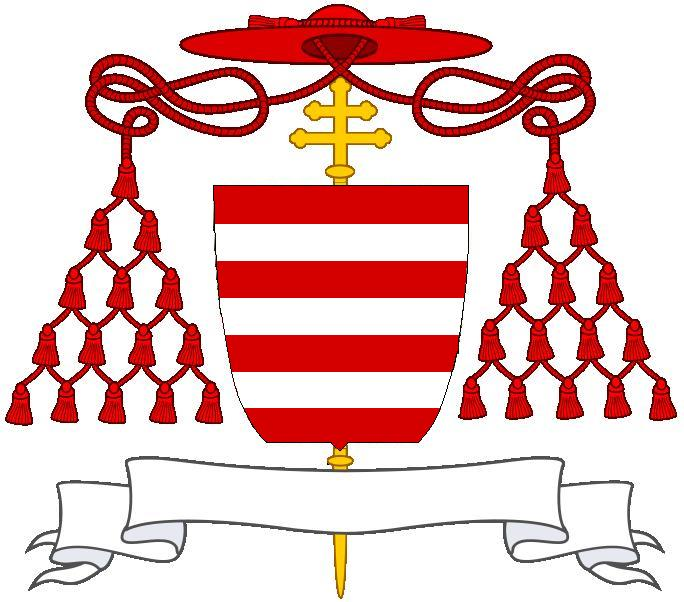
Kardinalswappen von Diomede Carafa

Er entstammte der Adelsfamilie Carafa und war das zweite von vier Kindern des Giovanni Francesco Carafa, Herzog von Ariano, und dessen Ehefrau Francesca Orsini aus der Familie der Herzöge von Ravina. Ein Verwandter war Gian Pietro Carafa, der spätere Papst Paul IV. Schon früh trat er in den Dienst des Kirchenstaates und wurde am 9. April 1511 von Papst Julius II. zum Bischof seiner Heimatstadt Ariano ernannt.
In der Verwaltung der Diözese zeigte er erheblichen Eifer und Sorgfalt. Insbesondere wurde er für die Restaurationen an der Fassade der Kathedrale, des Bischofspalastes und der St. Erzengel-Kirche in Ariano gerühmt, die er förderte. Nach mehr als 40 Jahre eines makellosen, wenngleich unspektakulären Lebens ganz im Zeichen der Erfüllung seiner pastoralen Aufgaben stieg Carafa unerwartet zu den höchsten Ehren auf, als Papst Paul IV., sein Verwandter, ihn am 20. Dezember 1555 zum Kardinal erhob und zum Kardinalpriester ernannte. Den Kardinalshut und die Titelkirche San Martino ai Monti verlieh der Papst ihm am 13. Januar 1556. Nach seiner Erhebung zum Kardinal führte Carafa weiterhin ein zurückgezogenes Leben und hielt sich aus den Machenschaften und Intrigen seiner Familie heraus, obgleich er zusammen mit Alfonso Carafa, Gianbernardino Scotti OTheat, Virgilio Rosario, Clemente d’Olera OFMObs und Giovanni Battista Consiglieri zu jener Gruppe von Kardinälen gehörte, die dem Papst als Ratgeber in kirchlichen und politischen Angelegenheiten zur Seite standen. Ab September 1557 erscheint sein Name auch unter den Kardinälen, die für die Inquisition zuständig waren.
Aufgrund seines zurückhaltenden Lebenswandels war Diomede Carafa das einzige Mitglied seiner Familie, das im Januar 1559 nicht aus Rom verbannt wurde, nachdem der Zorn Pauls IV. sich gegen seine Verwandten gerichtet hatte, die sich verschiedener Grausamkeiten und Missbräuche schuldig gemacht hatten. Als jedoch im April 1559 die Krise weiter eskalierte, verlor auch er das Wohlwollen seines päpstlichen Verwandten, wahrscheinlich zu Unrecht.
Diomede Carafa nahm am Konklave 1559 teil, das Pius IV. zum Papst wählte. Ein Zeugnis seiner moralischen Integrität und des Vertrauens, das die Bevölkerung Roms zu Kardinal Carafa hatte, ist es, dass bei den gegen die Carafa gerichteten Unruhen, die auf den Tod Papst Paul IV. folgten, die Insignien Diomede Carafas als einzige unangetastet blieben. Als zu jener Zeit die Carafas sich der Notwendigkeit gegenübersahen, die Unterstützung des zukünftigen Papstes zu gewinnen, um ihre Glaubwürdigkeit wiederherzustellen, unterstützte Diomede Carafa seine Familie und befürwortete vehement die Kandidatur von Kardinal Giovanni Angelo de’ Medici. Nachdem Kardinal de’ Medici als Pius IV. Papst geworden war, enttäuschte er jedoch die Hoffnungen seiner Unterstützer und setzte den Kampf gegen die neapolitanische Linie der Carafa fort, der auch Diomede Carafa angehörte. Dies gipfelte in einem Prozess, den der Papst gegen Carlo und Giovanni Carafa anstrengte. Kardinal Diomede appellierte vergeblich an den Papst, eine Wiederaufnahme des Verfahrens zuzulassen; die beiden Carafa wurden hingerichtet. Empört und beleidigt verließ Diomede Carafa daraufhin Rom und zog sich für eine Weile nach Tarent zurück. Wiederum trat er der Entscheidung des Papstes entgegen, den von Paul IV. 1524 gegründeten Theatinerorden aufzuheben und mobilisierte eine Reihe einflussreicher Persönlichkeiten zugunsten des Ordens.
Er starb im Haus bei der Kirche Santi Silvestro e Martino ai Monti und wurde vor dem Hauptaltar seiner Titelkirche beigesetzt.

## Wirkung
Diomede Carafa ließ auf seine Kosten mehrere römische Kirchen wiederherstellen, darunter seine Titelkirche Santi Silvestro e Martino ai Monti. Er war befreundet mit der Dichterin Laura Terracina, die ihm anlässlich seiner Erhebung zum Kardinal ein Sonett widmete (Le Seste Rime, Lucca 1558).